# Monumento al atentado del World Trade Center de 1993
El monumento al atentado del World Trade Center de 1993 se creó para recordar las seis vidas que se perdieron durante el atentado del 26 de febrero de 1993 contra el World Trade Center de Nueva York. La Comisión de Arte de la Autoridad Portuaria de Nueva York y Nueva Jersey encargó el monumento poco después de los atentados y lo terminó en 1995. Se colocó directamente sobre el lugar donde estalló la bomba -el aparcamiento público situado bajo el World Trade Center- y justo entre las Torres Gemelas, en lo que era la Austin J. Tobin Plaza, en los terrenos del complejo del World Trade Center. El monumento, junto con otras valiosas esculturas y obras de arte, fue destruido durante los atentados del 11 de septiembre de 2001.

## Inspiración y diseño
Diseñado por el artista Elyn Zimmerman, el monumento y su entorno se construyeron intencionadamente para que parecieran una diana a vista de pájaro, ya que estaba situado directamente sobre la zona cero del atentado, entre el One World Trade Center y el Marriott World Trade Center.
El interior de la fuente tenía paredes de granito blanco agrietadas a propósito, que evocaban el aspecto de los antiguos túmulos, es decir, montículos de tierra levantados sobre tumbas. Al explicar su proceso creativo para diseñar las paredes, Zimmerman señaló:

"La piedra tiene referencias culturales como monumentos y túmulos. No me sentí intimidada por ello; más bien, me pareció que añade dignidad a una obra [...] Volví a algunos de los libros que había consultado y pensé en estos túmulos y en cómo, desde tiempos inmemoriales, la gente plasmaba la experiencia del paso, enterrando a personas que eran importantes en su cultura. Lo hacían en estas estructuras similares a montículos. Muy al principio había cosas como Stonehenge y ese tipo de estructuras de montículos. Pero alrededor del primer milenio a.C., no sólo hay montículos de tierra, sino verdaderas construcciones de piedra tallada mezclada con escombros y tierra. Me inspiré en ellas. También me atraía su forma minimalista. Salí de un periodo en el mundo del arte en el que había una fuerte influencia del minimalismo. Estas formas me parecieron muy poderosas, muy atractivas. Son icónicas. Empecé a pensar en eso y desarrollé la forma del World Trade Center. Tiene una combinación de granito blanco muy tosco quebrado en grandes trozos que forman las paredes, y está rematado y acabado y sujeto por piezas de granito pulido".

Las paredes encerraban un estanque poco profundo que recogía el agua que fluía de un agujero en el tambor central de granito rojo de la fuente.

"La idea subyacente era que hubiera algún tipo de inscripción. Decidí intentar darle una forma que pudiera acercar a la gente". Para leer la inscripción, tendrían que acercarse y mirar dentro".

### Inscripción
Todas las inscripciones del monumento estaban dispuestas de forma circunferencial. La inscripción principal grabada en el granito rojo del monumento rezaba:

"El 26 de febrero de 1993, una bomba colocada por terroristas explotó bajo este lugar. Este horrible acto de violencia mató a personas inocentes, hirió a miles e hizo víctimas de todos nosotros".

Por respeto a las familias de las víctimas Wilfredo Mercado y Mónica Rodríguez Smith, Zimmerman incluyó una traducción al español de la inscripción correspondiente, inmediatamente debajo de su homóloga en inglés. También se grabaron en la fuente los nombres de cada una de las seis víctimas, todas ellas empleados del World Trade Center.

## Legado
Tras evaluar la destrucción del monumento, junto con el resto del complejo del World Trade Center, se encontró un fragmento de granito con la inscripción intacta en la zona cero. El fragmento se encuentra actualmente en el National September 11 Memorial & Museum.